# Злое число
Злое число — целое неотрицательное число с чётным весом Хэмминга при записи в двоичной системе счисления (то есть с чётным числом единиц в двоичной записи).
Первые злые числа:
0, 3, 5, 6, 9, 10, 12, 15, 17, 18, 20, 23, 24, 27, 29, 30, 33, 34, 36, 39 …
Числа, которые не являются злыми, называются одиозными числами, таким образом все натуральные числа делятся на одиозные и злые.
Конвеем обнаружено, что на позициях последовательности Морса — Туэ, соответствующих злым числам, располагаются нули, соответственно, номера всех ненулевых элементов последовательности являются одиозными числами.